# Stefan Niewirowicz
Stefan Niewirowicz (ur. 11 sierpnia 1877 roku w Telczyńcach – zm. 10 września 1965 roku w Kielcach) – polski lekarz.
Ukończył studia na fakultecie medycznym Uniwersytetu Kijowskiego (1900). Pracował w Szpitalu Dzieciątka Jezus w Warszawie, a od 1903 roku – w Staszowie, gdzie był lekarzem miejskim i szkolnym, dyrektorem kasy chorych oraz, w latach 1929-1950, dyrektorem szpitala. Wyróżnił się m.in. sprawną organizacją wojennej ewakuacji szpitala w 1945 roku oraz rozbudową szpitala, pozwalającą na zwiększenie liczby łóżek z 25 do 60.
W 1962 roku został odznaczony Krzyżem Kawalerskim Orderu Odrodzenia Polski. Jego imię nosi szpital w Staszowie, a na korytarzu szpitalnym wmurowano poświęconą mu tablicę.